# Frances Cowper
Lady Frances Elizabeth Cowper, viscontessa Jocelyn (1820 – 26 marzo 1880), è stata una nobildonna inglese.

## Biografia
Era la figlia di Peter Cowper, V conte Cowper, e sua moglie, Emily Mary Lamb. Nel 1838, era una dei trainbearers all'incoronazione della regina Vittoria e servì come damigella d'onore al matrimonio di quest'ultima con il Principe Alberto nel 1840.

## Matrimonio
Sposò, il 9 aprile 1841, Robert Jocelyn, visconte Jocelyn, figlio di Robert Jocelyn, III conte di Roden, e di sua moglie, Mary Frances Catherine Stapleton. Ebbero quattro figli:
- Alice Maria (1843-1867)
- Edith Elizabeth Henrietta (1845-1871), sposò Arthur Gore, visconte Sudley
- Robert, IV conte di Roden (1846-1880)
- Frederick Spencer Jocelyn (1852-1871)

Ricoprì la carica di Lady of the Bedchamber nel 1841.

## Morte
Morì il 26 marzo 1880.

## Ascendenza
|                                           |                           |                                    | Genitori                                            |  |  | Nonni |  |  | Bisnonni                                  |  |  | Trisnonni                      |  |
|                                           |                           |                                    |                                                     |  |  |       |  |  | William Clavering-Cowper, II conte Cowper |  |  | William Cowper, I conte Cowper |  |
|                                           |                           |                                    |                                                     |  |  |       |  |  | William Clavering-Cowper, II conte Cowper |  |  | William Cowper, I conte Cowper |  |
|                                           |                           | Mary Clavering                     |                                                     |  |  |       |  |  | William Clavering-Cowper, II conte Cowper |  |  |                                |  |
| George Clavering-Cowper, III conte Cowper |                           |                                    |                                                     |  |  |       |  |  | William Clavering-Cowper, II conte Cowper |  |  |                                |  |
|                                           |                           | Henrietta de Nassau d'Auverquerque | Henry de Nassau d'Auverquerque, I conte di Grantham |  |  |       |  |  |                                           |  |  |                                |  |
|                                           |                           | Henrietta de Nassau d'Auverquerque | Henry de Nassau d'Auverquerque, I conte di Grantham |  |  |       |  |  |                                           |  |  |                                |  |
|                                           |                           | Henrietta de Nassau d'Auverquerque | Henrietta Butler                                    |  |  |       |  |  |                                           |  |  |                                |  |
| Peter Clavering-Cowper, V conte Cowper    |                           | Henrietta de Nassau d'Auverquerque |                                                     |  |  |       |  |  |                                           |  |  |                                |  |
|                                           |                           | Charles Gore                       | Charles Gore                                        |  |  |       |  |  |                                           |  |  |                                |  |
|                                           |                           | Charles Gore                       | Charles Gore                                        |  |  |       |  |  |                                           |  |  |                                |  |
|                                           |                           | Charles Gore                       | Elizabeth N.                                        |  |  |       |  |  |                                           |  |  |                                |  |
| Hannah Anne Gore                          |                           | Charles Gore                       |                                                     |  |  |       |  |  |                                           |  |  |                                |  |
|                                           |                           | Mary Cockerill                     | …                                                   |  |  |       |  |  |                                           |  |  |                                |  |
|                                           |                           | Mary Cockerill                     | …                                                   |  |  |       |  |  |                                           |  |  |                                |  |
|                                           |                           | Mary Cockerill                     | …                                                   |  |  |       |  |  |                                           |  |  |                                |  |
| Frances Clavering-Cowper                  |                           | Mary Cockerill                     |                                                     |  |  |       |  |  |                                           |  |  |                                |  |
|                                           | Matthew Lamb, I baronetto | Matthew Lamb                       |                                                     |  |  |       |  |  |                                           |  |  |                                |  |
|                                           | Matthew Lamb, I baronetto | Matthew Lamb                       |                                                     |  |  |       |  |  |                                           |  |  |                                |  |
|                                           | Matthew Lamb, I baronetto | …                                  |                                                     |  |  |       |  |  |                                           |  |  |                                |  |
| Peniston Lamb, I visconte Melbourne       | Matthew Lamb, I baronetto |                                    |                                                     |  |  |       |  |  |                                           |  |  |                                |  |
|                                           |                           | Charlotte Coke                     | Thomas Coke                                         |  |  |       |  |  |                                           |  |  |                                |  |
|                                           |                           | Charlotte Coke                     | Thomas Coke                                         |  |  |       |  |  |                                           |  |  |                                |  |
|                                           |                           | Charlotte Coke                     | Mary Hale                                           |  |  |       |  |  |                                           |  |  |                                |  |
| Emily Lamb                                |                           | Charlotte Coke                     |                                                     |  |  |       |  |  |                                           |  |  |                                |  |
|                                           |                           | Ralph Milbanke, V baronetto        | Ralph Milbanke, IV baronetto                        |  |  |       |  |  |                                           |  |  |                                |  |
|                                           |                           | Ralph Milbanke, V baronetto        | Ralph Milbanke, IV baronetto                        |  |  |       |  |  |                                           |  |  |                                |  |
|                                           |                           | Ralph Milbanke, V baronetto        | Anne Delaval                                        |  |  |       |  |  |                                           |  |  |                                |  |
| Elizabeth Milbanke                        |                           | Ralph Milbanke, V baronetto        |                                                     |  |  |       |  |  |                                           |  |  |                                |  |
|                                           |                           | Elizabeth Hedworth                 | John Hedworth                                       |  |  |       |  |  |                                           |  |  |                                |  |
|                                           |                           | Elizabeth Hedworth                 | John Hedworth                                       |  |  |       |  |  |                                           |  |  |                                |  |
|                                           |                           | Elizabeth Hedworth                 | Margaret Ayton                                      |  |  |       |  |  |                                           |  |  |                                |  |
|                                           |                           | Elizabeth Hedworth                 |                                                     |  |  |       |  |  |                                           |  |  |                                |  |